# Kettenfräse

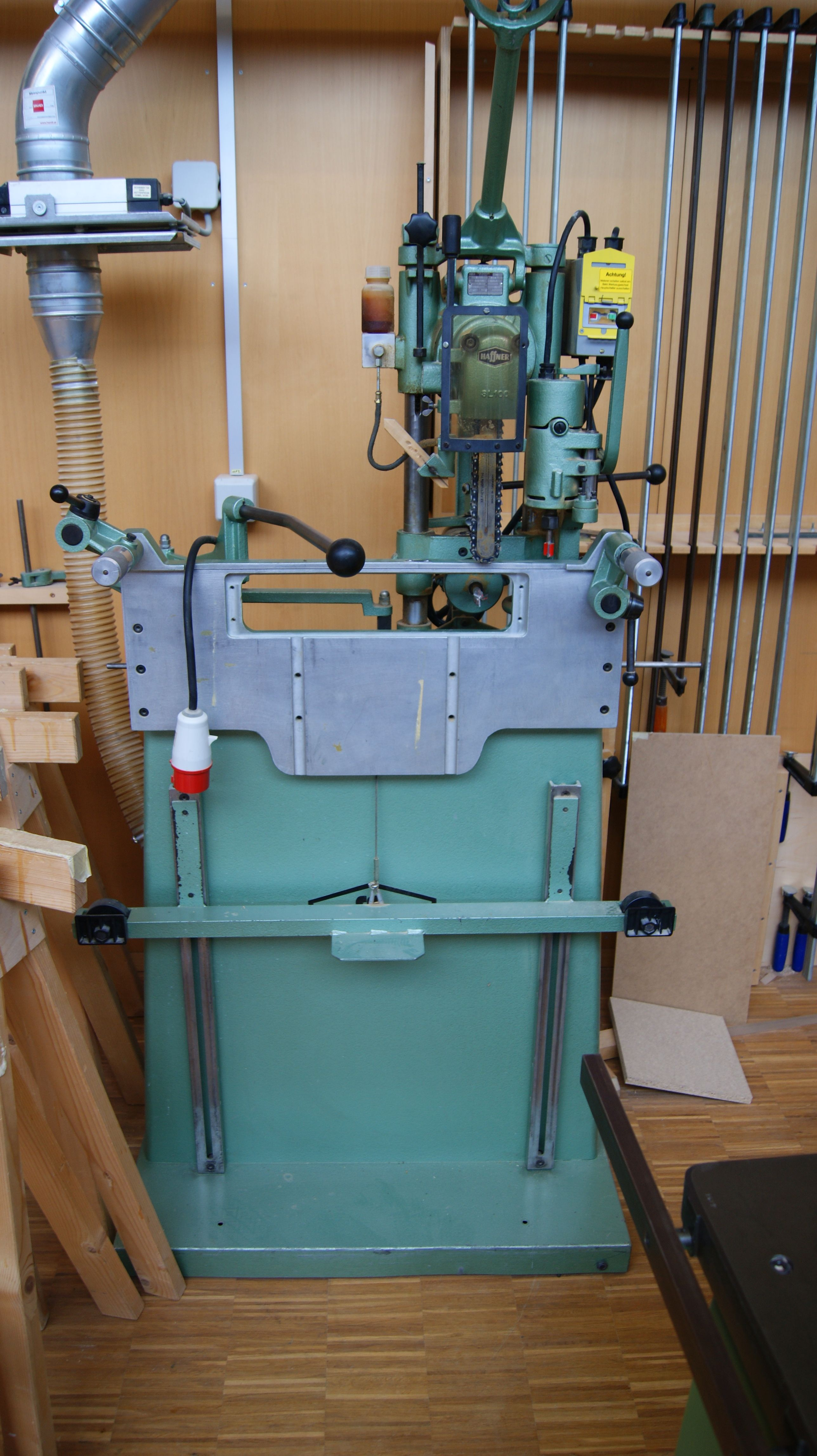
Stationärer Kettenstemmer mit Werkstückabstützung und Zusatzeinrichtungen

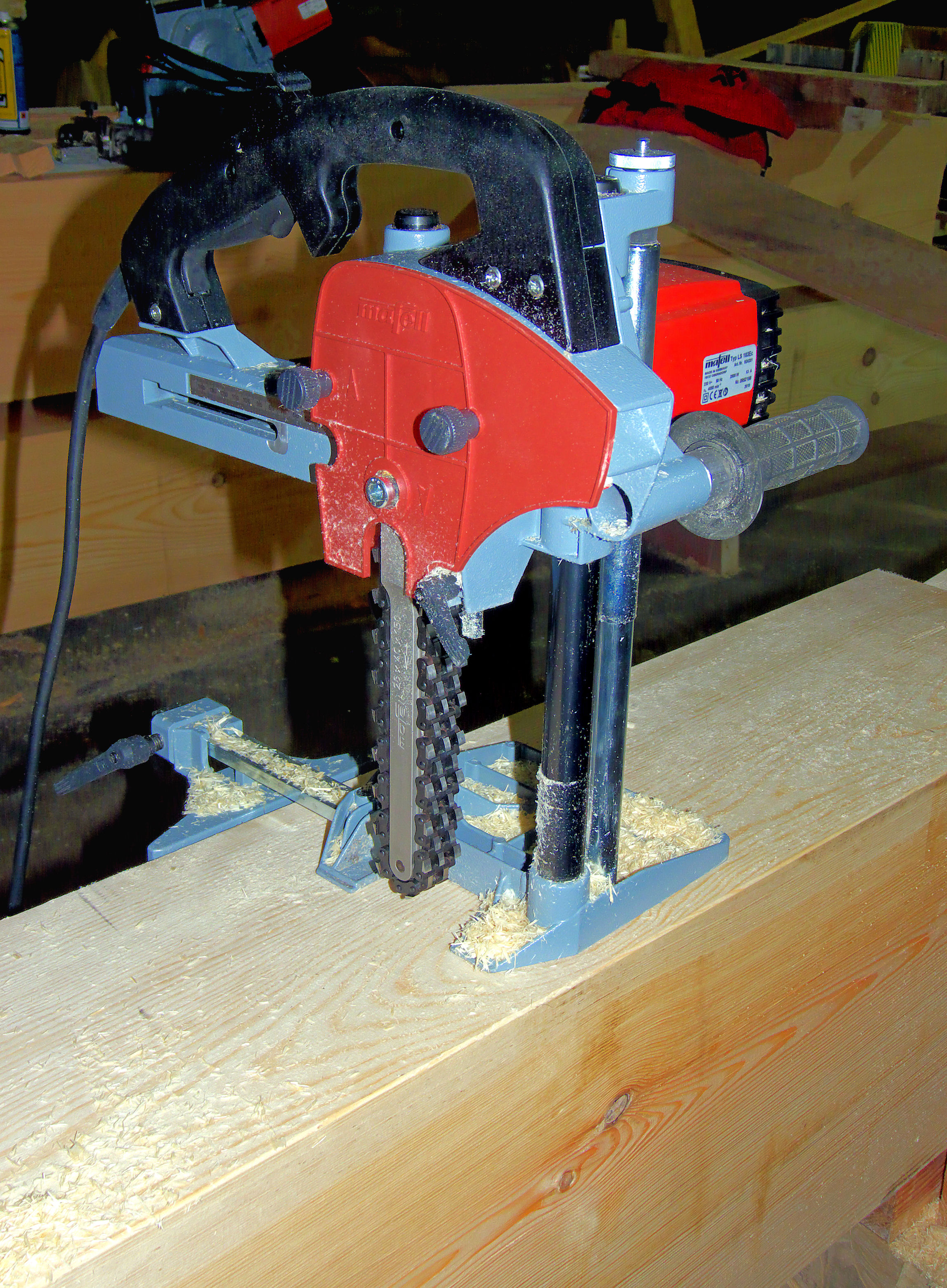
Mobiler Kettenstemmer zur Herstellung von Zapfenlöchern in der Zimmerei

Eine Kettenfräse, auch Kettenstemme oder Kettenstemmer genannt, ist eine Werkzeugmaschine zur spanenden Holzbearbeitung. Sie wird zum Herstellen von Zapfenlöchern und Taschen für Schlosskästen von Zimmerern und Schreinern benutzt. Kettenfräsen gibt es stationär und als Handmaschinen. Die Kettenfräse erstellt ein rechteckiges Loch im Werkstück. Bei Sacklöchern verbleibt an deren Boden die Rundung der Kettenführung.

## Stationäre Maschinen
Stationäre Kettenfräsen werden in Stand- und Wandmaschinen unterteilt. Beide Arten bestehen aus Maschinenkörper mit darauf montiertem Oberschlitten. Am Maschinenkörper können die Werkstücke an einem Anschlag positioniert und gespannt werden. Der senkbare Oberschlitten ist seitlich verfahrbar und quer zum Werkstück einstellbar. An ihm ist eine wechselbare Führungsschiene mit umlaufender Fräskette befestigt. Ein Federzug zieht die Vorrichtung nach der Bearbeitung zurück. Zum Schutz des Bedieners sind auf beiden Seiten der Fräskette Stangen angebracht, die am unteren Ende zusätzliche Vorrichtungen zum Spanbrechen aufweisen. Um unterschiedliche Löcher herzustellen, gibt es Führungsschienen und Fräsketten (Garnituren) in verschiedenen Breiten und Stärken.
Oft ist im unteren Teil des Maschinenkörpers ein gefederter Schlitten angebracht, auf dem das Werkstück, meist ein Türblatt, aufgestellt wird. Durch den Druck der Federn nach oben wird die Positionierung am Anschlag und das Einspannen erleichtert.
Manche Maschinen haben zur rationellen Fertigung Zusatzeinrichtungen. Ein von oben zuführbarer Fräser ermöglicht das Einfräsen der Schlossstulpe, ein horizontal von hinten vorzuschiebender Bohrer dient dem Herstellen der Drückerlöcher. Über ein drehbares Magazin mit Anschlägen für den Verfahrweg der Aggregate lassen sich gängige Einstellungen wiederholen.